# John Pringle
John Pringle (10 de abril de 1707-18 de enero de 1782) fue un médico escocés al que se ha llamado el «padre de la medicina militar» (aunque Jonathan Letterman y Ambroise Paré han recibido también ese sobrenombre).

## Biografía

### Juventud y primeros tiempos
John Pringle era el hijo menor de Sir John Pringle, segundo baronet de Stichill, Roxburghshire (1662-1721) y Magdalen, hija de Sir Gilbert Elliot de Stobs.
Fue educado en la universidad de St. Andrews y en la universidad de Leiden. En 1730 se gradúa con el título de Doctor en medicina por la universidad de Leiden, universidad en la que conoce y se hace amigo íntimo de Gerard van Swieten y Albrecht von Haller.
Se estable en Edimburgo como médico y entre 1733 y 1744 es profesor de filosofía moral en la universidad de Edimburgo.
En 1742 es nombrado médico personal de John Dalrymple que en ese momento comandaba el ejército británico en Flandes. En la época de la batalla de Dettingen en Baviera en junio de 1743, cuando el ejército británico estaba en Aschaffenburg, Pringle consiguió un acuerdo con el Duque de Noailles, comandante del ejército francés, por el cual se considereban neutrales los hospitales de cada bando siendo protegidos de esta manera protegidos los heridos y enfermos.  La Cruz Roja al ser constituidas la convención de Ginebra se basó en este acuerdo par adoptarlo en sus estatutos
En 1744 fue nombrado por el Duque de Cumberland médico general del ejército en los Países Bajos. En 1749 se estableció en una elegante casa en el Pall Mall en Londres.
El 1 de abril de 1752 contrae matrimonio con Charlotte, segunda hija del doctor William Oliver (1695-1764) de Bath, creador de las galletas Bath Oliver.
El 5 de junio de 1766 fue nombrado barón y en 1774 fue nombrado médico de su majestad el rey Jorge III.

## Academia
Su primer libro, «Observations on the Nature and Cure of Hospital and Jayl Fevers» (Las observaciones respecto a la naturaleza y la curación del hospital y de las fiebres de Jayl), fue publicado en 1750, y en el mismo año contribuyó en el libro «Philosophical Transactions of the Royal Society», tres experimentos sobre las sustancias sépticas y antisépticas, que ganaron la medalla de Copley. Dos años más tarde publicó su trabajo más importante, «Observations on the Diseases of the Army in Camp and Garrison» (Observaciones respecto a las enfermedades del ejército en campo y a la guarnición), trabajo por el que se le considera fundador de la medicina militar moderna.
En noviembre de 1772 fue elegido presidente de la Royal Society, una posición que mantuvo hasta 1778. En este cargo realizó seis discursos, que fueron recogidos más tarde en un solo volumen (1783).
Pringle mantuvo de forma regular correspondencia con su amigo James Burnett, Lord Monboddo, conocido filósofo escocés. Monboddo era un importante pensador de la teoría pre-evolutiva, y algunos eruditos lo rreconocen como el creador del concepto de evolución; sin embargo, Monboddo también era muy excéntrico, por lo que sus teorías nunca fueron muy tomadas en serio. En una carta a Pringle fechada en 1773 Monboddo indica que no creía ni sostenía la creencia de que los hombres nacían con rabo y de que eran las comadronas las que se lo extirpaban en el parto, la cual era una de sus más famosas excentricidades[2].
A los setenta años se trasladó brevemente a Edimburgo en 1780, pero volvió a Londres en septiembre de 1781, y murió al año siguiente.

## Legado
Hay un monumento en su honor en la abadía de Westminster, ejecutada por Nollekens. Tras la muerte de Sir John su título de baronet desapareció.